# Турсбю (комуна)
Комуна Турсбю (швед. Torsby kommun) — адміністративно-територіальна одиниця місцевого самоврядування, що розташована в лені Вермланд у центральній Швеції на кордоні з Норвегією.
Турсбю 22-а за величиною території комуна Швеції. Адміністративний центр комуни — місто Турсбю.

## Населення
Населення становить 12 251 чоловік (станом на вересень 2012 року). 
| Кількість населення комуни Турсбю за 1810-2010 роки | Кількість населення комуни Турсбю за 1810-2010 роки | Кількість населення комуни Турсбю за 1810-2010 роки | Кількість населення комуни Турсбю за 1810-2010 роки | Кількість населення комуни Турсбю за 1810-2010 роки |
| --------------------------------------------------- | --------------------------------------------------- | --------------------------------------------------- | --------------------------------------------------- | --------------------------------------------------- |
| Рік                                                 |                                                     |                                                     | Населення                                           |                                                     |
| 1810                                                | 1810                                                |                                                     | 10 396                                              | 10 396                                              |
| 1850                                                | 1850                                                |                                                     | 21 611                                              | 21 611                                              |
| 1900                                                | 1900                                                |                                                     | 24 259                                              | 24 259                                              |
| 1950                                                | 1950                                                |                                                     | 22 158                                              | 22 158                                              |
| 1970                                                | 1970                                                |                                                     | 16 896                                              | 16 896                                              |
| 1980                                                | 1980                                                |                                                     | 15 601                                              | 15 601                                              |
| 1990                                                | 1990                                                |                                                     | 15 105                                              | 15 105                                              |
| 2000                                                | 2000                                                |                                                     | 13 725                                              | 13 725                                              |
| 2010                                                | 2010                                                |                                                     | 12 414                                              | 12 414                                              |
| Джерело: SCB                                        |                                                     |                                                     |                                                     |                                                     |

## Населені пункти
Комуні підпорядковано 7 міських поселень (tätort) та низка сільських, більші з яких:
- Турсбю (Torsby)
- Сисслебек (Sysslebäck)
- Улебю (Oleby)
- Стеллет (Stöllet)
- Амб'єрбю (Ambjörby)
- Лікенес (Likenäs)

## Міста побратими
Комуна підтримує побратимські контакти з такими муніципалітетами:
- Комуна Бемлу, Норвегія
- Перная, Фінляндія
- Шерн, Данія
- Гросскротценбург, Німеччина

## Галерея

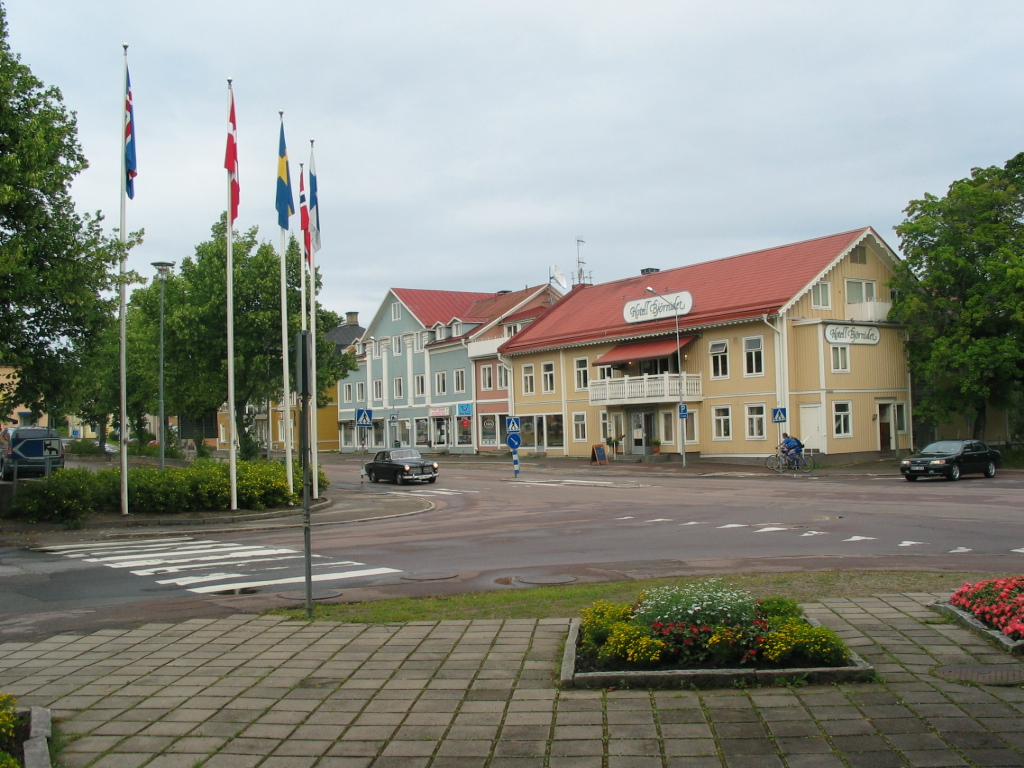
Центр міста Турсбю
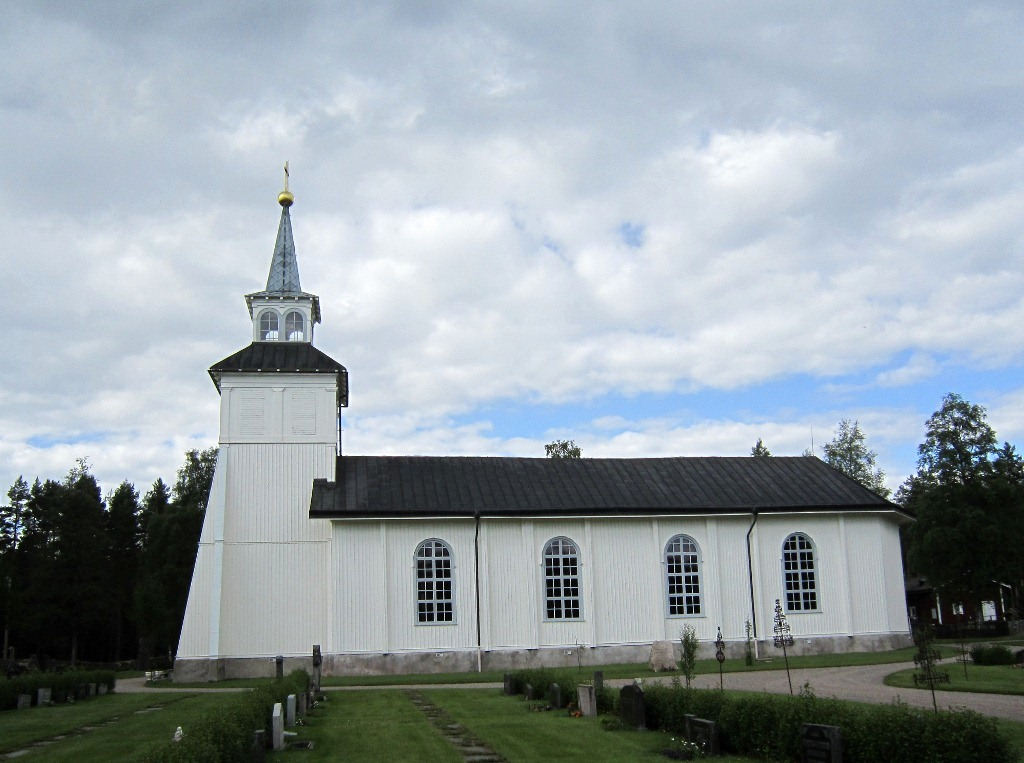
Церква (Седра Фіннскуга)
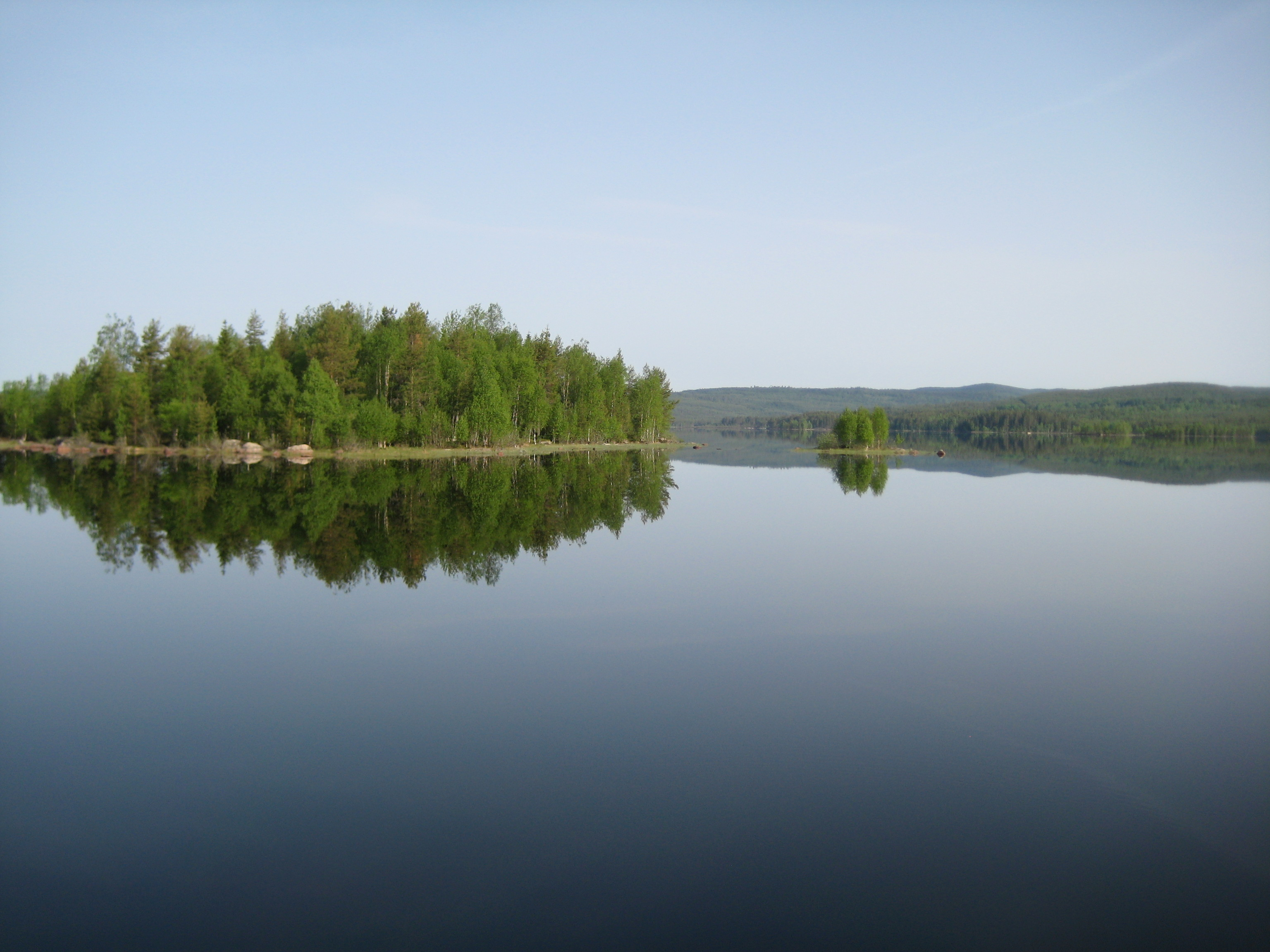
Озеро Фалльшен
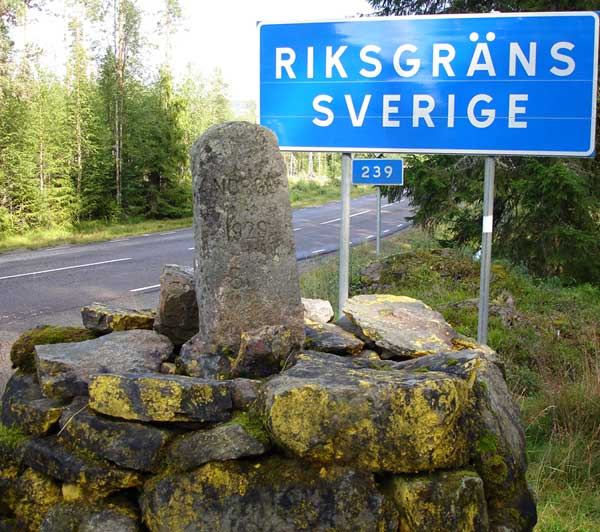
Шведсько-норвезький кордон

## Виноски
1. ↑  Folkmangd i riket, lan och kommuner (шв.) . Центральне бюро статистики Швеції. Архів оригіналу за 20 серпня 2013. Процитовано 8 лютого 2013.